# John Alexander Dowie

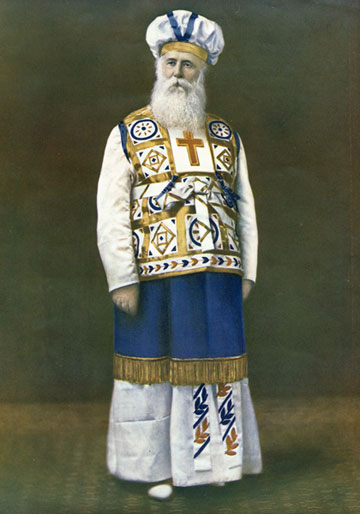
John Alexander Dowie

John Alexander Dowie (* 25. Mai 1847 in Edinburgh, Schottland; † 9. März 1907 in Zion, Illinois, USA) war ein bedeutender schottischer Kongregationalist und Heilungsprediger in Australien und in den Vereinigten Staaten von Amerika, der 1896 die christliche katholische apostolische Kirche und 1901 die von ihm theokratisch geführte Stadt Zion City gründete, die am Michigansee im Norden Illinois liegt.

## Leben
Dowie war ein Sohn des Schneiders und Laienpredigers John Murray Dowie und seiner Frau Ann Macfarlan, die 1860 infolge Armut nach Adelaide in Australien auswanderten und dort in einem Lebensmittelladen ihres Onkels arbeiten konnten. Bereits als Kind las er in der Bibel und nahm an Gebetsversammlungen teil. Durch den Strassenprediger Henry Wright verstand er das Evangelium und machte eine Lebensübergabe an Gott. 1868 kehrte er als 21-Jähriger nach Edinburgh zurück, um an der Free Church School der Universität Theologie zu studieren. Dort wurde er von Anhängern Edward Irvings stark beeinflusst und wurde zum Evangelist, Beter und Glaubensheiler. In einem Spital wurde er Ehrenkaplan und lernte gleichzeitig eine noch unzulängliche Medizin kennen. Zurück in Australien war er ab 1870 Prediger der Congregational Church in Alma und Hamley Bridge bei Adelaide, ab 1873 Manly und ab 1875 in Newtown, einem Vorort von Sydney. 1878 wurde er kirchenunabhängiger Heilungsevangelist, nach 1880 zog er nach Melbourne um, wo er Heilungsversammlungen abhielt und die Zeitschrift Jehovah Rophi ins Leben rief.
1888 ging er zuerst nach Neuseeland, dann wanderte er nach San Francisco in den Vereinigten Staaten aus, wo er an der kalifornischen Küste Heilungsgottesdienste durchführte. Zwei Jahre später zog er weiter nach Chicago, und er eröffnete dort 1893 den Tabernacle Number One mit dem Namen The Little Wooden Hut. Ab 1894 gab er die Zeitschrift Blätter der Heilung heraus, in der er seinen Heilungsdienst vertrat, gegen Sünden kämpfte und betrügerische Machenschaften in der Wirtschaft anprangerte. Er hatte viele Gegner, und er wurde 1895 viele Male verhaftet, angeblich weil er ohne Lizenz als Arzt praktiziert habe.
In Zion City gründete er 1896 die Christian Catholic Apostolic Church mit zunächst 22 Aposteln, die in wenigen Jahren auf einige 10.000 Mitglieder anwuchs. In Erwartung der Endzeit gründete er 1900 mit der Zion Land Investment Association die autarke Stadt Zion City in Illinois, die 64 Kilometer nördlich von Chicago liegt. Unter strengen Bedingungen vermietete die Vereinigung Parzellen an Bauwillige. Er schuf sich damit seine eigene Theokratie, er nahm die Stellung eines General Overseers (deutsch: Generalaufsehers) ein und wurde ein mächtiger und reicher Stadtverwalter, der über bis zu 5.000 Bewohner herrschte. Im selben Jahr beanspruchte er, der in Maleachi 3,23 prophezeite Prophet Elija zu sein, 1. Apostel seiner Endzeitgmeinde und betrachtete sich als der 5. Engel der Offenbarung.
Zur Verbreitung seiner Ideen und Werbung für seine Gemeinschaft reiste er im Oktober 1903 mit einem Privatzug nach New York City und trat als Geistheiler im Madison Square Garden auf. Vor allem Methodisten bekämpften ihn nun als Hochstapler und Wahnsinnigen. Seine von der eigenen Zion Bank finanzierte Reise ging weiter nach Dublin, Neuseeland und Australien, von wo er erst 1904 zurückkehrte. Bereits gesundheitlich angeschlagen, reiste er 1905 nach Mexiko, um die Zion Paradise Plantation zu gründen. Mit der Zeit nahmen Kritik und Widerstand gegen seine Ausbeutung und Alleinherrschaft zu, was 1906 zu seiner Absetzung führte. 1905 hatte er einen ersten schweren Schlaganfall erlitten, und 1907 starb er nach einem zweiten Anfall, durch den er gelähmt worden war. Sein Sohn und seine Frau Jane hatten ihn zuvor wegen Proklamierung der Vielehe verlassen.

## Familie
Am 26. Mai 1876 heiratete er seine Cousine Jane oder Jeanie Dowie († 1933). Sie hatten drei Kinder: Gladstone (1877–1945), Jeanie Macfarlan (1879–1885) und Esther (1881–1902). Seine Tochter Esther erlag den Folgen von Brandwunden in Zion City, nachdem sich Dowie aus Glaubensgründen geweigert hatte, ihr medizinische Hilfe zukommen zu lassen. Seine Frau und sein Sohn Gladstone, der anglikanischer Priester geworden war, mussten Zion City nach dem Tod Dowies verlassen, weil ihr Haus wegen seines Bankrotts verkauft worden war. Sie zogen 1914 nach Oklahoma und kehrten 1930 nach Chicago zurück.

## Glaubensheiler
Dowie war eine charismatische, exzentrische und kontroverse Persönlichkeit und legte sich mit vielen Pastoren und Führungspersönlichkeiten an, da er meinte, Gott mehr als den Menschen gehorchen zu müssen. Ihm war es ein Dorn im Auge, wenn Kirchengemeinden die Gläubigen zu Werkzeugen der eigenen Denomination machten. Dies und andere Machenschaften kritisierte er deutlich und schroff, was ihm manche Anfeindung einbrachte. Ein prägendes Erlebnis war eine schwere Seuche in den 1870er Jahren in Australien, und Dowie musste einmal innerhalb von wenigen Wochen über vierzig Mal eine Abdankung halten. In dieser Zeit entwickelte er eine starke Neigung zum Gebet, die von Wunder und Heilungen begleitet war. Er war von der Glaubensheilung überzeugt, und viele seiner Anhänger trugen Krücken, Zahnspangen und andere medizinische Hilfsmittel bei sich, die sie vorgeblich nicht mehr benötigten, weil sie auf wundersame Weise geheilt worden seien. Während Dowies Arbeit der pfingstlerischen Erweckung zeitlich vorausging, hatten viele seiner Anhänger bedeutenden Einfluss auf die entstehende Pfingstbewegung am Anfang des 20. Jahrhunderts. Ein pfingstlerischer Heilungsevangelist, der sich mehrfach auf Dowie berief, war der US-amerikanische Glaubensheiler William Branham, der sich ebenfalls als Prophet Elia der Endzeit verstand und sogar so weit ging zu behaupten, dass John Alexander Dowie sein Auftreten als 7. Engel der Offenbarung prophezeit habe.

## Reisen und Missionserfolge
Dowie versuchte auf mehreren Reisen für seine Lehren zu werben und Anerkennung als Elija zu finden. In den Jahren 1900 und 1904 hielt er Evangelisationsveranstaltungen auch in der Schweiz. So bildete sich im Anschluss an Dowies ersten Schweiz-Aufenthalt eine „christlich-katholische Zionsgemeinde“ in Zürich, zu welcher der Prediger der Baptistengemeinde in Zürich samt einem Teil seiner Anhänger übertrat. In diese Gemeinde in Zürich gelangte 1907 die Botschaft der Pfingstbewegung, die von der Azusa Street von Los Angeles ausgegangen war.
Gerrit Roelof Polman (1868–1932) war Gründer und Leiter der holländischen Pfingstbewegung und schloss sich 1890 der Heilsarmee an. Zusammen mit Arthur S. Booth-Clibborn, dem Leiter der Heilsarmee in den Niederlanden, verließ Polman im Januar 1902 die Heilsarmee, um mit Dowie zusammenzuarbeiten. Er ging mit seiner Frau nach Amerika, um an Dowies „Ministerial Training School“ in Zion City zu studieren. Sie kehrten im Januar 1906 nach Amsterdam zurück, um auch in den Niederlanden eine ähnliche Gemeinschaft aufzubauen. Polman begann eine Gemeinde mit etwa 25 Besuchern.

## Zion City
1897 kaufte Dowie im Ort Zion am Michigansee in Illinois, 64 Kilometer nördlich von Chicago gelegen, für 22.000 US-Dollar Land mit Seeanstoß, das unter den Namen Long Point, Grey Gables, Old Dalton Place und Ben Mac Dhui bekannt war. 1901 gründete er darauf mit seinen Anhängern eine eigene Stadt City of Zion, in der die Gläubigen in Erwartung der Wiederkehr Jesu Christi sündlos leben sollten. Als Eigentümer kontrollierte er die genossenschaftlich organisierten Gewerbebetriebe und Produktionsstätten und verbot Arztpraxen, Apotheken, Tanzhallen, Theater und den Konsum von Alkohol und Tabak. Mit dem Namen spielte er auf das „Neue Jerusalem“ in der Bibel an. Dowie galt damals als einer der reichsten Männer Nordamerikas, und Zion City prosperierte und erwirtschaftete 1902 etwa 15 Millionen US-Dollar. Das Tabernacle, die Zentralkirche der Christian Catholic Apostolic Church, wurde 1902 vollendet und hatte ein Fassungsvermögen von 8.000 Personen. Für die vielen Besucher wurde ein großes Hotel gebaut, das „Zion Hotel“. Dowie wohnte in einem Haus mit 25 Zimmern, das als Shiloh House bekannt war. Trotz vorgängiger Warnungen von Mitarbeitern der Zion Bank ging das Zion-City-Projekt bereits 1905 bankrott. Dowie ignorierte den akuten Geldmangel, er wurde ein Jahr später abgesetzt und durch seinen früheren Weggefährten und Gemeindeleiter Wilbur Voliva ersetzt. Bis 1935 blieb die Stadt unter theokratischer Verwaltung. Im Jahr 2000 hatte die Stadt gut 20.000 Einwohner.

## Christian Catholic Apostolic Church
Die 1896 gegründete Gemeinschaft soll heute noch 3000 Mitglieder in den USA und Kanada haben.
Dowie über das Ziel der Christian Catholic Apostolic Church:

„Let me put it simply and plainly. The purpose of the Christian Catholic Church in Zion is to smash every other church in existence.“

„Lassen Sie es mich ganz einfach ausdrücken. Das Anliegen der Christian Catholic Church in Zion ist die Zerstörung aller anderen existierenden Kirchen.“

## Kritik
Dowie war bereits von seiner Persönlichkeit her eine umstrittene Figur, da er als egozentrisch, aggressiv, autoritär und auch materialistisch eingestellt galt. Zudem griff er alle an, die nicht ganz mit seiner neuen Theologie und Spiritualität übereinstimmten. Der einflussreiche Evangelist und Prediger D. L. Moody prangerte Dowies fragwürdigen Methoden an und bekämpfte ab 1898 seine Divine Healing in Chicago. Dowie wiederum behauptete, dass Moodys Tod 1899 ein Gericht Gottes gewesen sei. Etwas später predigte der bekannte kongregationalistische Pastor Reuben Archer Torrey im Januar 1900 in seiner Chicago Avenue Church gegen Dowie und seine Heilungsräume. Dieser reagierte erneut mit verurteilenden Worten und druckte sogar Schriften gegen Torrey.